# Tau6 Eridani
Pour les articles homonymes, voir Tau Eridani.
Désignations
Tau6 Eridani (τ6 Eridani / τ6 Eri) est une étoile de la constellation de l'Éridan, située près de la limite avec celle du Fourneau. Elle est visible à l'œil nu avec une magnitude apparente de 4,22. D'après la mesure de sa parallaxe annuelle par le satellite Hipparcos, l'étoile est distante de ∼ 57,5 a.l. (∼ 17,6 pc) de la Terre. Elle s'éloigne du Système solaire à une vitesse radiale de +8 km/s.
Tau6 Eridani est une étoile jaune-blanc de type spectral F5IV-V, ce qui indique que son spectre montre à la fois des traits d'une étoile sur la séquence principale et d'une étoile sous-géante plus évoluée. Elle est estimée avoir 135 % la masse du Soleil et être âgée de deux milliards d'années. Le rayon de l'étoile est 1,8 fois plus grand que le rayon solaire, elle est 5,5 fois plus lumineuse que le Soleil et sa température de surface est de 6 584 K. Elle ne montre aucune activité magnétique de surface. L'étoile a été examinée afin de déterminer si elle montrait un excès d'infrarouge qui pourrait indiquer la présence d'un disque de débris circumstellaire, mais aucun n'a été détecté.